# 無水調理
無水調理（むすいちょうり）は、水を添加せずに野菜などの食材自体に含まれる水分や油分を活用した調理方法。
モロッコのタジン鍋を用いた調理のように、水が貴重な地域での調理法の一つである。副次的な効果として、水溶性の栄養素である水溶性ビタミンやミネラルの食材からの流出が少なく、これらの栄養素を摂る上で効果的な調理法とされる。
日本では1953年（昭和28年）に、日本古来の釜の原理を応用し、蓋の重量だけで密閉と圧力を保つ簡易で扱いやすい「無水鍋」が広島アルミニウム工業によって開発され、普及した。